# GNP (商法)
GNP（ジーエヌピー）とは、「義理（G）」、「人情（N）」、「プレゼント（P）」の3要素のこと。転じてこの3要素によって商品を販売したりサービスを提供したりすること、またはその3要素を主とした営業手段および商売方法のことをさす。このような営業手段はGNP営業、GNP商法、GNPセールスとも言う。もちろん本来のGNPの意味である「国民総生産（Gross National Products）」とは無関係。
代表的なものにマルチ商法があるが、生命保険外交員の保険商品販売や、化粧品などの訪問販売もこの要素が強い販売形態であることが多い。

## 概要
特に厳しいノルマが課せられる生命保険業界で、保険外交員が保険契約を得るために「義理（G）」と「人情（N）」を巧みに利用し、時に「プレゼント（P）」（保険外交員は個人事業主なのでプレゼントとして供する菓子類は全て外交員が事業経費として出費する）を用いてきた。
それは外資系保険会社が中心のネット見積もりやネット契約など多種多様な契約が可能になった2010年代においても主流であるとされている。
ただし、このGNPはその手法全てが悪いものではないにしろ、本来の保険の形を崩す原因の一環であるとして、一種の悪徳商法と見なす者も存在する。

## GNPによる販売の例
「義理」「人情」「プレゼント」の例は以下の通り。
- 義理 - 友人や商売相手などが、付き合い上、仕方なく商品やサービスを購入する
- 人情 - 家族や友人などが、頼まれて情けで商品やサービスを購入する
- プレゼント - 菓子などの物品や無償のサービスを客に先取りさせ、客が気兼ねから購入する。